# Урбанович Денис Йосипович
Денис Йосипович Урбанович (біл. Дзяніс Іосіфавіч Урбановіч; нар. 1989, с. Михалковичі, Логойський район, Мінська область) — білоруський громадський діяч. Голова Громадського об'єднання «Молодий Фронт» з 15 грудня 2018 року.

## Біографія
Дитинство провів у будинку, що раніше належав дядькові Йосипу Гладкому, який був автором "білоруського лемантара" і засновником першої білоруської школи в Борисовском повіті. У родині було четверо дітей. Батько ростив дітей один, працював сторожем, тримав тварину. Денис Урбанович відучився в мінському ПТУ на зварника, працював на «Мотовело», а пізніше в іншій приватній фірмі.
Під час президентських виборів у Білорусі 2015 року знявши червоно-зелений прапор над будівлею в селі Корінь у Логойському районі, де проходило голосування, а на вивісці "вибори" написав «За прозорі вибори». Півроку пробув у СІЗО, а пізніше суд призначив покарання у 2 роки обмеження волі за "образу державних символів". За словами Урбановича, разом з ним посадили і молодшого брата Максима. До 29 серпня 2017 року відбував покарання у виправній установі в Мінську. У червні 2018 став щодня брати участь в охороні Куропат з боку ресторану, зведеного в охоронній зоні (його дядька Казимира Гладкого розстріляли під час політичних репресій 1930-х рр.).
У червні 2020 року затриманий та засуджений до 15 діб адміністративного арешту. У березні-квітні 2021 року відбув 15-добове покарання в ізоляторах Акрестіна і в Жодіно.
У березні 2022 року під час вторгнення Росії в Україну в 2022 році Урбанович записався в білоруську роту територіальної оборони України. На фронті двічі отримав поранення.
1 лютого 2023 року, в день 160-ї річниці початку повстання Кастуся Калиновського на території Білорусі медаллю БНР "За бойові заслуги"  нагородили 22 бійців полку, які проявили мужність у боях проти російсько-окупаційних військ в Україні.
9 березня 2023 року  відбулося офіційне нагородження і стало першою відомою церемонією нагородження державними нагородами Білорусі за бойову відвагу з часів Речі Посполитої. Серед перших нагороджених медаллю був Денис Урбанович.